# Saibogujiman kwenchana
Saibogujiman kwenchana (internationaal verschenen als I'm a Cyborg, But That's OK) is een Zuid-Koreaans tragikomediefilm uit 2006 onder regie van Chan-wook Park. De film won vijf filmprijzen, waaronder die voor beste scenario op het Filmfestival van Sitges en de Alfred Bauer Award op het Internationaal filmfestival van Berlijn, waar de productie ook was genomineerd voor de Gouden Beer.

## Verhaal
Cha Young-goon (Su-jeong Lim) werd opgevoed door haar grootmoeder, die zwaar schizofreen was. Deze dacht daardoor dat de ratten in haar huis haar kinderen waren en Young-goon een van hen. Als gevolg hiervan heeft Cha Young-goon een geheel eigen wereldbeeld en is ze ervan overtuigd dat ze geen mens, maar een cyborg is. Aan eten en drinken doet ze niet. In plaats daarvan likt ze aan batterijen en houdt ze die 's nachts vast tussen haar wijsvingers om zichzelf op te laden.
Het gaat goed fout met Young-goon wanneer ze tijdens haar werk op een fabriek denkt instructies te krijgen van de machines. Hierdoor snijdt ze haar pols open, steekt er stroomdraden in en steekt ze vervolgens de stekker in het stopcontact.
Young-goon wordt vervolgens opgenomen in een psychiatrisch centrum dat bevolkt is met mensen met de meest uiteenlopende psychische aandoeningen. In eerste instantie maakt ze totaal geen contact met de overige inwoners, maar probeert ze gesprekken aan te knopen met de verkoopautomaat. Toch raakt ze op den duur bevriend met Park Il-sun (Rain), een schizofreen die denkt dat hij de zielen en persoonlijkheden van anderen kan overnemen. Hij krijgt haar met een truc aan het eten. Hij vertelt dat hij een apparaatje heeft gemaakt dat rijst in haar lichaam omzet in energie voor een machine. Daarna doet hij net of hij het inbrengt via een klep in haar rug tijdens een nep-operatie.
Young-goon wil dolgraag weten wat het laatste was dat haar oma tegen haar zei. Ze verstond "Het doel van jouw leven ...". De rest van de zin kon ze niet horen, maar alleen liplezen vanachter het raampje in de ziekenwagen waarin haar oma werd weggereden. Il-sun gaat Young-goon helpen te ontcijferen wat er nog gezegd werd.

## Rolverdeling
- Hie-jin Choi - Choi Seul-gi
- Byeong-ok Kim - Rechter
- Yong-nyeo Lee - Young-goon's moeder
- Dal-su Oh - Shin Duk-cheon
- Ho-jeong Yu - Il-sun's moeder